# Episodi di Kraft Television Theatre (prima stagione)
La prima stagione della serie televisiva Kraft Television Theatre è stata trasmessa in anteprima negli Stati Uniti d'America dalla NBC tra il 7 maggio 1947 e il 15 settembre 1948.
| nº | Titolo originale                 | Titolo italiano | Prima TV USA      | Prima TV Italia |
| -- | -------------------------------- | --------------- | ----------------- | --------------- |
| 1  | Double Door                      |                 | 7 maggio 1947     |                 |
| 2  | Merton of the Movies             |                 | 14 maggio 1947    |                 |
| 3  | The Doctor in Spite of Himself   |                 | 21 maggio 1947    |                 |
| 4  | Her Master's Voice               |                 | 28 maggio 1947    |                 |
| 5  | The Barker                       |                 | 4 giugno 1947     |                 |
| 6  | There's Always Juliet            |                 | 11 giugno 1947    |                 |
| 7  | The Doll's House                 |                 | 18 giugno 1947    |                 |
| 8  | I Like It Here                   |                 | 25 giugno 1947    |                 |
| 9  | You and I                        |                 | 2 luglio 1947     |                 |
| 10 | To the Ladies                    |                 | 9 luglio 1947     |                 |
| 11 | Consider Lily                    |                 | 16 luglio 1947    |                 |
| 12 | Papa Is All                      |                 | 23 luglio 1947    |                 |
| 13 | Interference                     |                 | 30 luglio 1947    |                 |
| 14 | The Man Who Married a Dumb Wife  |                 | 6 agosto 1947     |                 |
| 15 | Laburnum Grove                   |                 | 13 agosto 1947    |                 |
| 16 | The First Year                   |                 | 20 agosto 1947    |                 |
| 17 | Yes and No                       |                 | 27 agosto 1947    |                 |
| 18 | Mr. Pim Passes By                |                 | 3 settembre 1947  |                 |
| 19 | Craig's Wife                     |                 | 10 settembre 1947 |                 |
| 20 | Murder Without Crime             |                 | 17 settembre 1947 |                 |
| 21 | Suspect                          |                 | 24 settembre 1947 |                 |
| 22 | Payment Deferred                 |                 | 1º ottobre 1947   |                 |
| 23 | January Thaw                     |                 | 8 ottobre 1947    |                 |
| 24 | Therese                          |                 | 15 ottobre 1947   |                 |
| 25 | The Man Who Changed His Name     |                 | 22 ottobre 1947   |                 |
| 26 | Blind Alley                      |                 | 29 ottobre 1947   |                 |
| 27 | On Stage                         |                 | 5 novembre 1947   |                 |
| 28 | Ladies in Retirement             |                 | 12 novembre 1947  |                 |
| 29 | But Not Goodbye                  |                 | 19 novembre 1947  |                 |
| 30 | The Curtain Rises                |                 | 26 novembre 1947  |                 |
| 31 | Parlor Day                       |                 | 3 dicembre 1947   |                 |
| 32 | The Importance of Being Earnest  |                 | 10 dicembre 1947  |                 |
| 33 | Holiday                          |                 | 17 dicembre 1947  |                 |
| 34 | Reverie/The Desert Shall Rejoice |                 | 24 dicembre 1947  |                 |
| 35 | Respectfully Yours               |                 | 31 dicembre 1947  |                 |
| 36 | The Truth About Bladys           |                 | 7 gennaio 1948    |                 |
| 37 | Alternating Current              |                 | 14 gennaio 1948   |                 |
| 38 | Only the Heart                   |                 | 21 gennaio 1948   |                 |
| 39 | The Criminal Code                |                 | 28 gennaio 1948   |                 |
| 40 | Outward Bound                    |                 | 4 febbraio 1948   |                 |
| 41 | Spring Green                     |                 | 11 febbraio 1948  |                 |
| 42 | Apple of His Eye                 |                 | 18 febbraio 1948  |                 |
| 43 | Alison's House                   |                 | 25 febbraio 1948  |                 |
| 44 | Counselor-at-Law                 |                 | 3 marzo 1948      |                 |
| 45 | The Wind is Ninety               |                 | 10 marzo 1948     |                 |
| 46 | No Way Out                       |                 | 17 marzo 1948     |                 |
| 47 | Captain Applejack                |                 | 24 marzo 1948     |                 |
| 48 | She Stoops to Conquer            |                 | 31 marzo 1948     |                 |
| 49 | June Moon                        |                 | 7 aprile 1948     |                 |
| 50 | Barchester Towers                |                 | 14 aprile 1948    |                 |
| 51 | The Silver Cord                  |                 | 21 aprile 1948    |                 |
| 52 | Louder Please!                   |                 | 28 aprile 1948    |                 |
| 53 | The Royal Family                 |                 | 5 maggio 1948     |                 |
| 54 | Broken Dishes                    |                 | 12 maggio 1948    |                 |
| 55 | Mr. Minick                       |                 | 19 maggio 1948    |                 |
| 56 | Riddle Me This                   |                 | 26 maggio 1948    |                 |
| 57 | The Torchbearers                 |                 | 2 giugno 1948     |                 |
| 58 | The Fourth Wall                  |                 | 9 giugno 1948     |                 |
| 59 | Applesauce                       |                 | 16 giugno 1948    |                 |
| 60 | Foolish Notion                   |                 | 30 giugno 1948    |                 |
| 61 | The Show-Off                     |                 | 7 luglio 1948     |                 |
| 62 | Poor Aubrey                      |                 | 25 agosto 1948    |                 |
| 63 | Berkeley Square                  |                 | 21 luglio 1948    |                 |
| 64 | Green Cars Go East               |                 | 28 luglio 1948    |                 |
| 65 | Theatre                          |                 | 4 agosto 1948     |                 |
| 66 | The Tenth Man                    |                 | 11 agosto 1948    |                 |
| 67 | The White-Haired Boy             |                 | 18 agosto 1948    |                 |
| 68 | Icebound                         |                 | 1º settembre 1948 |                 |
| 69 | Poor Little Me                   |                 | 8 settembre 1948  |                 |
| 70 | Lady Frederick                   |                 | 15 settembre 1948 |                 |